# Rinaldo di Capua
Rinaldo di (da) Capua (* um 1710 in Capua; † um 1770 in Neapel) war ein italienischer Komponist. Nur wenige seiner Werke sind erhalten. Sie gehören dem neapolitanischen Stil an und beeinflussten die Entwicklung der frühen Opéra-comique.

## Leben
Über seine Herkunft, Leben und Werdegang wird viel spekuliert. Dem Musikhistoriker Charles Burney zufolge war Rinaldo ein uneheliches Kind einer hochgestellten Familie. Der Namenszusatz „di Capua“ bezeichnet daher vermutlich seinen Geburtsort. Anfänglich nutzte er seine Begabung als reinen Zeitvertreib. Nachdem er seinen Vater beerbt hatte und das Geld allmählich zur Neige gegangen war, war Rinaldo gezwungen, den Beruf des Komponisten ernsthaft weiterzuverfolgen – dies mit beachtlichem Erfolg, denn spätestens 1737 nach seiner Vertonung von Ciro riconosciuto war er in Italien in aller Munde. Rinaldos bekanntestes Werk Vologeso, re de’ Parti, uraufgeführt 1739 in Rom, bezeichnete Burney als perfektes Beispiel für die dramatische Komposition. 1740 weilte er in Lissabon, wo er drei Opera seria schrieb. 1742 kehrte Rinaldo nach Rom zurück. In Paris wurden seine beiden Intermezzi La donna superba (1752) sowie La zingara (1753) aufgeführt. Letzteres spielte eine bedeutende Rolle im Buffonistenstreit und war bei seinen Zeitgenossen sehr beliebt. Seine letzte Opera seria war Adriano in Siria von 1758. Anschließend widmete er sich ganz der komischen Oper. Die letzten Jahre seines erfüllten Lebens verbrachte Rinaldo in einem melancholischen und unproduktiven Lebenswandel. Als ihn Burney 1770 in Rom aufsuchte, fand er Rinaldo in einer bedrückenden wirtschaftlichen Situation. 1778 wurde mit La Giocondina seine letzte komische Oper uraufgeführt. Die Motive seines „ungerathenen“ Sohnes, einen großen Teil von Rinaldos Nachlass „für Makulatur zu verkaufen“, darunter viele unveröffentlichte Manuskripte, sind nur schwer nachzuvollziehen.
Möglicherweise ist Rinaldo di Capua der Vater des Komponisten Marcello Bernardini (Marcello di Capua).

## Werke
Insgesamt wurden ungefähr 40 Bühnenwerke Rinaldos identifiziert. Von diesen sind zwei zweifelhaft. Einige seiner Werke wurden später bearbeitet und unter anderen Namen veröffentlicht. Außerdem gibt es gelegentlich Verwechslungen mit den Werken von Marcello di Capua. Die meisten dieser Werke sind verloren. Die folgende Liste basiert auf den Angaben bei Grove Music Online und Corago.

### Opern
- Ciro riconosciuto, dramma per musica; Libretto: Pietro Metastasio; 19. Januar 1737, Rom, Teatro Tordinona[6]
- unbetitelte komische Oper; 1737, Teatro Valle
- La commedia in commedia (andere Titel: L’ambizione delusa, Il vecchio amante oder La donna superba), dramma giocoso per musica; Libretto: Francesco Vanneschi nach C. A. Pelli; 8. Januar 1738, Rom, Teatro Valle; 1741 in Florenz, 1744/1745 in Venedig, 1745/1746 in Mailand, 1747 in Verona, 1748 in Bologna, Turin und London, 1749 in München und Venedig, 1752 in Paris, 1755 in Pesaro[7]
- Vologeso, re de’ Parti, dramma per musica; Libretto: Guido Eustachio Lucarelli nach Apostolo Zeno; 7. Januar 1739, Rom, Teatro Argentina; 1741 in Catania, 1745 in Temi, 1749 in Pistoia und Macerata[8]
- Farnace, dramma per musica; Libretto: Carlo Goldoni nach Antonio Maria Lucchini; 21. November 1739, Venedig, Teatro San Giovanni Grisostomo[9]
- Catone in Utica, dramma per musica; Libretto: Pietro Metastasio; 1740, Lisbona, Teatro de Rua dos Condes; 1748 in Mailand[10]
- La libertà nociva, dramma giocoso per musica; Libretto: Giovanni Gualberto Barlocci (?); 17. Januar 1740, Rom, Teatro Valle[11]
- Didone abbandonata, dramma per musica; Libretto: Pietro Metastasio; 1741, Lisbona, Teatro de Rua dos Condes[12]
- Ipermestra, dramma per musica; 1741, Lisbona, Teatro de Rua dos Condes[13]
- Le nozze di Don Trifone, intermezzi; Libretto: N. G. Negri und Benedetto Micheli (?); 3. Februar 1743, Rom, Teatro Argentina[14]
- Turno Erdonio Aricino, dramma per musica; Libretto: Silvio Stampiglia; 11. Februar 1743, Rom, Teatro Capranica[15]
- La forza del sangue, intermezzi in musica; Libretto: Antonio Pavoni; 1746, Rom, Teatro della Pallacorda[16]
- Componimento drammatico, cantata; Libretto: Gioacchino Pizzi; 6. Januar 1746, Rom, Palazzo Albani[17]
- Il bravo burlato, intermezzo in musica; Libretto: Antonio Pavoni; 29. Januar 1746, Rom, Teatro della Pallacorda di Florenz; 1749 am selben Ort, 1757 in Gubbio[18]
- La finta zingarella, intermezzo a tre voci; Karneval 1748, Perugia, Teatro de’ Nobili[19]
- Il bravo e il bello, intermezzi; 7. Januar 1748, Rom, Teatro de’ Granari[20]
- Mario in Numidia, dramma per musica; Libretto: Giampietro Tagliazucchi; 8. Januar 1749, Rom, Teatro delle Dame; 1766 in Barcelona[21]
- unbetitelte komische Oper; 1750
- Il cavalier Mignatta, intermezzi per musica; Karneval 1751, Rom, Teatro Capranica; 1756 in Montepulciano, 1763 in Lucca, 1775 in Padua[22]
- Il galoppino, intermezzi in musica; Januar 1751, Rom, Teatro Capranica[23]
- Il ripiego in amore di Flaminia finta cameriera e turco, farsetta per musica; Libretto: Angelo Lungi; Karneval 1751, Rom, Teatro Valle; 1757 in Bologna, 1765 in Camerino[24]
- La forza della pace, intermezzi per musica; Libretto: Gioacchino Puccinelli und Girolamo Aureli; Januar 1752, Rom, Teatro della Pace[25]
- La serva sposa, intermezzi per musica; Karneval 1753, Rom, Teatro Valle[26]
- L’amante deluso, farzetta giocosa; Libretto: Antonio Pavoni; Frühling 1753, Rom, Teatro Tordinona[27]
- La zingara (anderer Titel: La Bohemienne), intermezzo per musica; 19. Juni 1753, Paris, Opéra; 1754 an unbekanntem Ort, 1755 in Pesaro, 1764 in Dublin[28]
- Attalo, dramma per musica; Libretto: Antonio Papi; Karneval 1754, Rom, Teatro Capranica[29]
- La chiavarina, intermezzi; Libretto: G. Peruzzini und Angelo Lungi; Karneval 1754, Rom, Teatro della Pace[30]
- La smorfiosa, intermezzi; Karneval 1756, Rom, Teatro Valle; nach dem 26. Dezember 1757 in Florenz, 1762 in Lucca, 1763 in Faenza[31]
- Il capitano napoletano, farsa per musica; Libretto: anonym; April 1756, Florenz, Teatro del Cocomero[32]
- Adriano in Siria, dramma per musica; Libretto: Pietro Metastasio; 2. Januar 1758, Rom, Teatro Argentina[33]
- Le donne redicole, intermezzi per musica; Libretto: Carlo Goldoni; Karneval 1759, Rom, Teatro Capranica[34]
- Il giocatore ed il cavatesori, intermezzo in musica; Karneval 1762, Cagli, Teatro de’ Nobili[35]
- Il vecchio schernito, intermezzo; 1763, Barcelona, Theater[36]
- Il caffè di campagna, farsetta per musica; Libretto: Pietro Chiari; Karneval 1764, Rom, Teatro della Pace[37]
- Il passeggio in villa, farzetta in musica; Karneval 1765, Rom, Teatro della Pace[38]

Zweifelhafte Werke und Bearbeitungen
- Il matrimonio in villa o sia L’amante di tutte, farsetta (Bearbeitung von Baldassare Galuppis L’amante di tutte); Libretto: A. Galuppi; Karneval 1762, Rom, Teatro Tordinona[39]
- Il contadino schernito, intermezzi (Corago zufolge stammt zu Musik von Marcello Bernardini); Karneval 1768, Rom, Teatro della Pace; 1769 in Rieti[40]

Musik in Pasticcio-Opern
- Merope, dramma per musica; Karneval 1746, Genua, Teatro Sant’Agostino[41]
- Nerone, dramma per musica; London
- einzelne Arien

### Sonstige Werke
- mehrere Oratorien
- Per la natività della Beatissima Vergine, Kantate; 1753, Rom
- eine Kantate für fünf Stimmen
- Componimento drammatico, Kantate; 1745, Rom
- Il pontefice Iaddo, Kantate; 1758, Rom
- Elia al Carmelo; 1761, Rom
- Il roveto ardente; 1762, Rom
- L’arca del Testamento; 1763, Rom
- Eva riparata; 1765, Rom
- L’angelo di Tobia; 1768, Rom
- fünf Sinfonien und mehrere Ouvertüren